# El divan
El divan és un dibuix a carbonet, pastel i llapis sobre paper realitzada per Pablo Picasso al voltant de 1899 i que actualment forma part de la col·lecció permanent del Museu Picasso de Barcelona El dibuix formava part de la Col·lecció Plandiura adquirida el 1932.

## Descripció
L'obra representa una escena habitual dels locals nocturns, tavernes i bordells de la Barcelona de finals del segle xix, a l'abans anomenat barri xinès de Barcelona, que Picasso va conèixer bé.
Els personatges a penes mostren els seus rostres, mentre que el món dels objectes apareix clarament delimitat per línies grosses de traç fort i segur, com si volgués remarcar-ne la presència en conjunt. Així, la taula s'independitza, en situar-se amb precisió en un primer pla, i amagar fragmentàriament la parella. Al fons es destaquen dos quadres, en un dels quals s'observa un nu femení que vol assenyalar la naturalesa prostibulària del local.
Gairebé amagada entre línies grosses hi ha una figura que tornarà a aparèixer en l'obra picassiana: la celestina. Tot i que el centre de la composició és la parella en actitud amorosa al sofà, és la vella alcavota de mirada inquisitiva qui realment crea la tensió dramàtica i accentua l'expressionisme de l'escena.
D'aquest personatge de la tradició literària espanyola, la celestina, es troben al museu alguns dibuixos dels anys 1897-1898 i del 1901. Aquest personatge ocuparà també una obra molt important de l'època blava que es troba al Museu Picasso de París, i l'any 1968 Picasso realitzarà un conjunt de gravats dedicats a La Celestina.
Cal remarcar la utilització de tons ataronjats, que sobresurten en el fons verdós de la paret i que ajuden a donar importància al conjunt de l'escena. L'obra, impregnada encara per l'expressionisme autòcton del pintor català Isidre Nonell, preludia els dibuixos que Picasso farà aviat a París.